# Ptecticus intensivus
Ptecticus intensivus är en tvåvingeart som beskrevs av Enrico Adelelmo Brunetti 1927. Ptecticus intensivus ingår i släktet Ptecticus och familjen vapenflugor. Inga underarter finns listade i Catalogue of Life.